# 楊錞
楊錞，江蘇省鎮洋縣（今屬太倉市）人。清朝政治人物，同進士出身。

## 生平
道光二十六年（1846年）丙午科舉人，道光二十七年（1847年）聯捷張之萬榜三甲進士，與沈桂芬、李鴻章、沈葆楨等同年。官至江西省南安府知府。曾纂修《南安府志補正》十二卷。